# Racek šedokřídlý
Racek šedokřídlý (Larus glaucescens) je velkým tichooceánským druhem racka ze skupiny „velkých bělohlavých racků“.

## Popis
Dospělí ptáci se podobají racku stříbřitému, špičky křídel však nejsou černé, ale pouze tmavěji šedé; mají bílou hlavu, tělo a ocas, šedý hřbet, šedá křídla s tmavšími špičkami a bílými skvrnami u špičky krajních 1-2 letek. Nohy jsou růžové, zobák je žlutý s červenou skvrnou u špičky. V zimě jsou hlava a krk šedavé. Mladí ptáci jsou celkově šedohnědě zbarvení, se světlými letkami, bez výrazněji tmavších částí opeření.

## Výskyt
Hnízdí na tichooceánském pobřeží východní Asie a Severní Ameriky na jih po severovýchodní Spojené státy a v malém počtu po Kamčatku. Převážně tažný, v zimě táhne na jih po severní Japonsko a Kalifornii. Zatoulaní ptáci byli zaznamenáni na Havajských ostrovech, ve vnitrozemí Spojených států, Hongkongu, Maroku a na Kanárských ostrovech.

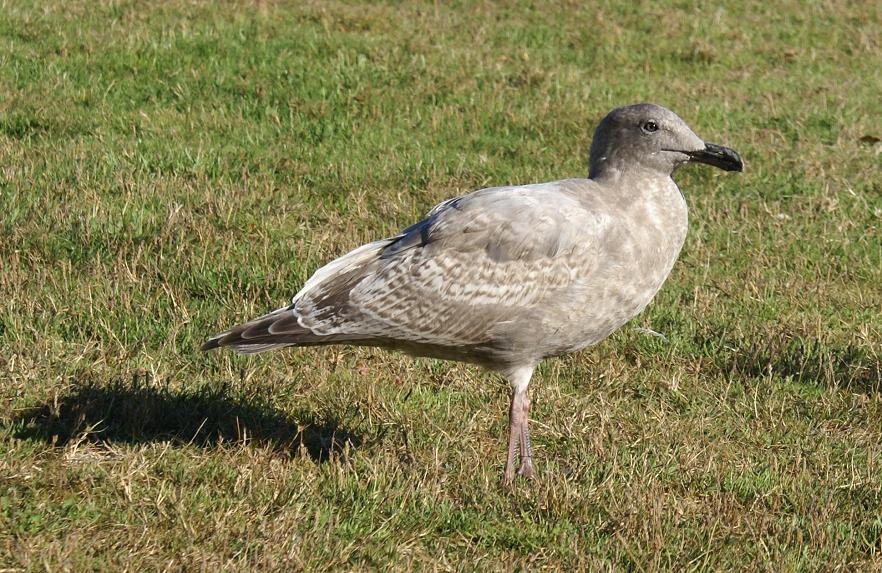
Juvenilní pták
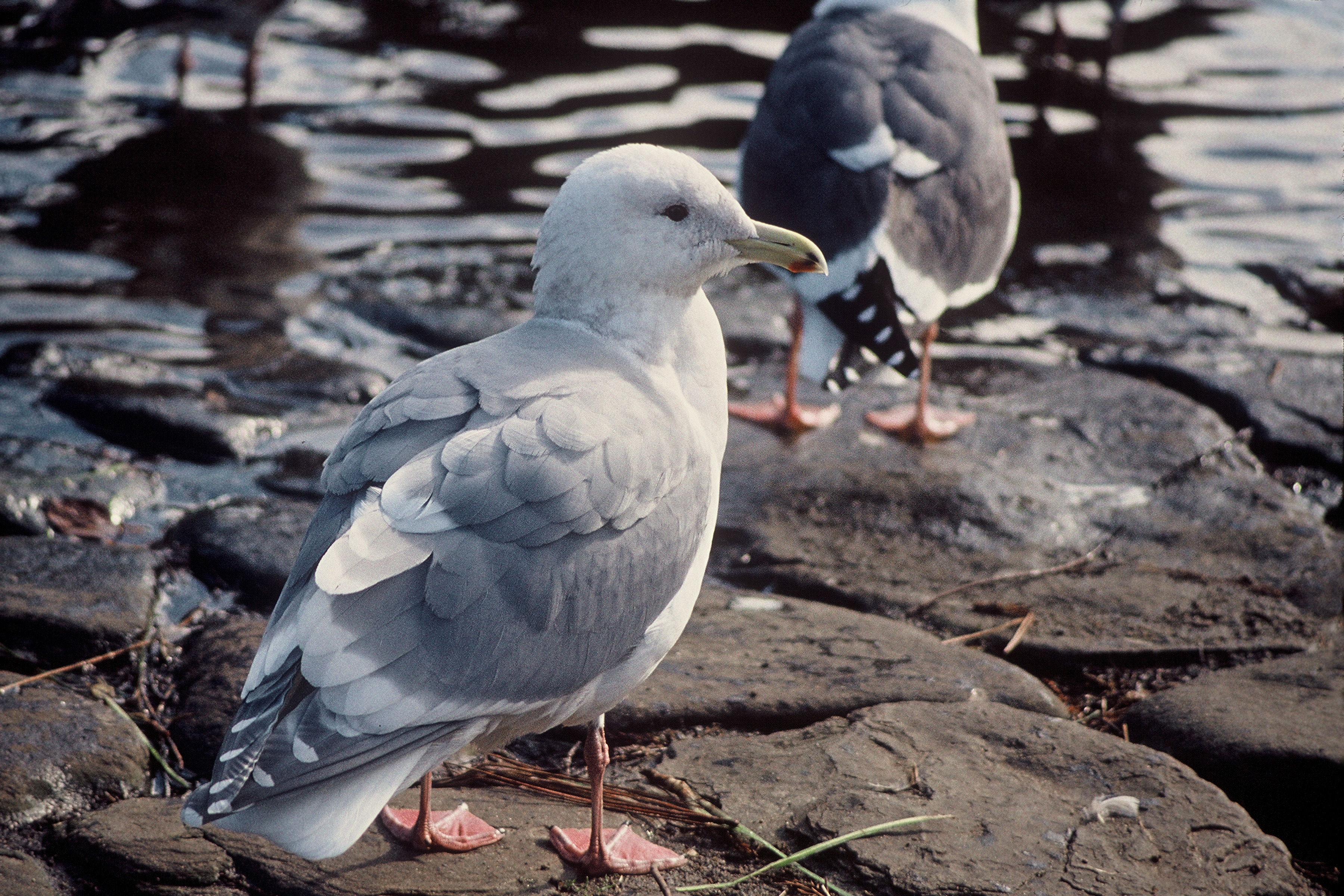
Dospělý pták
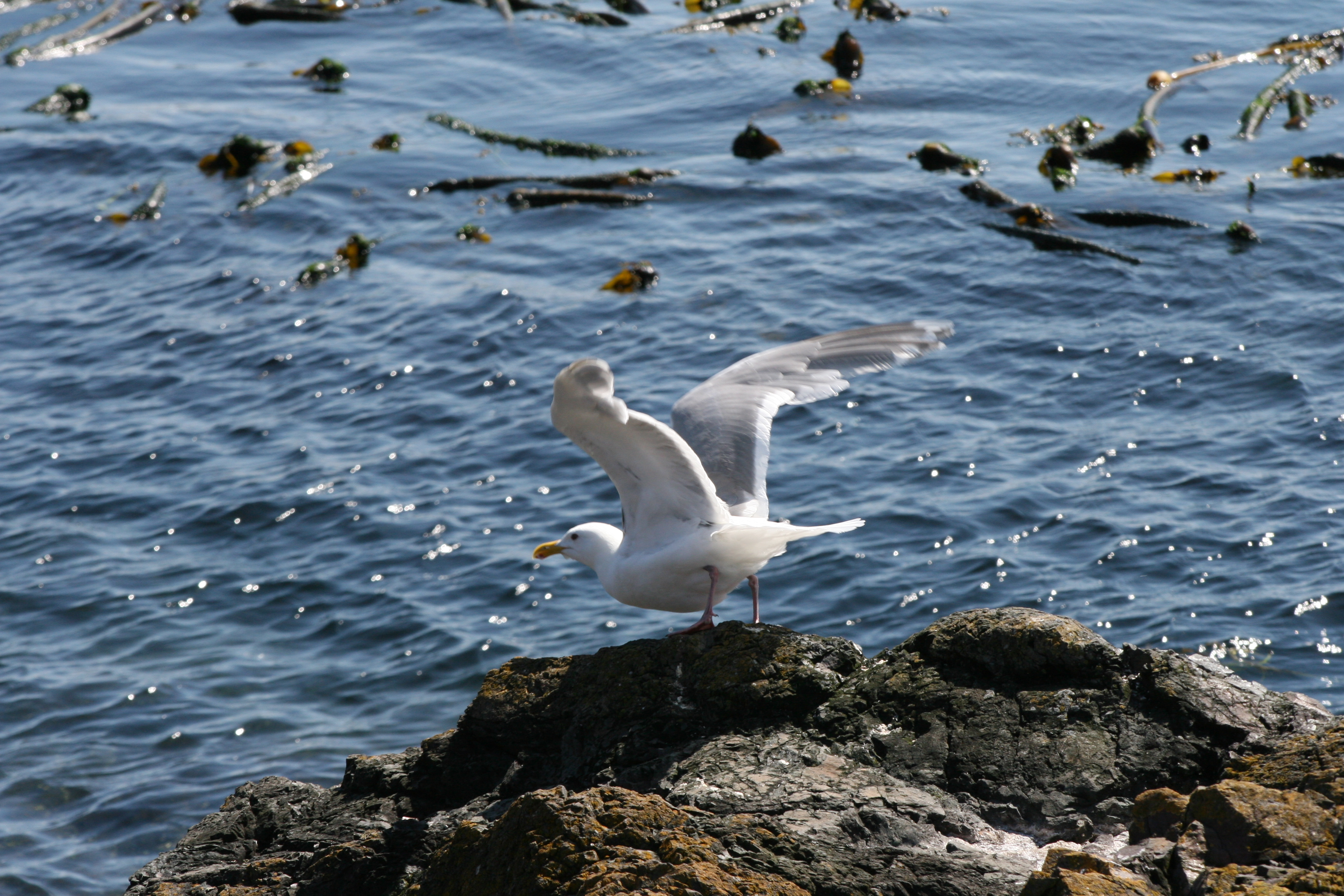
Pelichající dospělý pták